# Acid Rap
| Recensione           | Giudizio |
| -------------------- | -------- |
| Metacritic           | 86/100   |
| About.com            |          |
| The A.V. Club        | A-       |
| Consequence of Sound |          |
| MSN Music            | A-       |
| Pitchfork            | 8,4/10   |
| PopMatters           | 8/10     |
| Rolling Stone        |          |
| Spin                 | 8/10     |
| XXL                  |          |

Acid Rap è il secondo mixtape del rapper statunitense Chance the Rapper, pubblicato in download digitale gratuito il 30 aprile 2013. Nel luglio seguente, debuttò alla posizione numero 63 della Top R&B/Hip-Hop Albums, grazie a dei download registrati sia su iTunes che su Amazon non affiliati al rapper. Il mixtape ha ottenuto in seguito la certificazione di "diamante" sul sito DatPiff, per aver registrato oltre 1 milione di download.

## Tracce
1. Good Ass Intro (feat. BJ the Chicago Kid, Lili K., Kiara Lanier, Peter Cottontale, Will Miller e J.P. Floyd) – 3:59 (musica: Peter Cottontale, Cam O'bi, Stefan Ponce)
2. Pusha Man / Paranoia (feat. Lili K. e Nate Fox) – 7:24 (musica: Ceej for Two-9, Nosaj Thing)
3. Cocoa Butter Kisses (feat. Vic Mensa e Twista) – 5:08 (musica: Cam O'bi, Peter Cottontale)
4. Juice – 3:35 (musica: Nate Fox)
5. Lost (feat. Nomane Gypsy) – 3:04 (musica: Nate Fox)
6. Everybody's Something (feat. Saba e BJ The Chicago Kid) – 4:37 (musica: DJ Ozone)
7. Interlude (That's Love) – 2:29 (musica: Ludwig Göransson)
8. Favorite Song (feat. Childish Gambino) – 3:05 (musica: Nate Fox)
9. NaNa (feat. Action Bronson) – 3:20 (musica: brandUn DeShay)
10. Smoke Again (feat. Ab-Soul) – 4:32 (musica: Blended Babies)
11. Acid Rain – 3:36 (musica: Jake One)
12. Chain Smoker – 3:30 (musica: Nate Fox)
13. Everything's Good (Good Ass Outro) – 5:33 (musica: Cam O'bi)

## Formazione
- Brandon Breaux – artwork
- OJ Hays – typeface di "Acid Rap"
- Elton "L10mixedit" Chueng – ingegneria, missaggio, mastering
- Nael Shehade – ingegneria
- Alex "PapiBeatz" Baez – ingegneria

## Classifiche
| Classifica (2013)         | Posizione massima |
| ------------------------- | ----------------- |
| Stati Uniti (Heatseekers) | 26                |
| Stati Uniti (R&B/Hip-Hop) | 63                |